# رولينغ ثاندر (لعبة فيديو)
رولينغ ثاندر (بالإنجليزية: Rolling Thunder)، هي لعبة فيديو يابانية، وهي من تطوير ونشر شركة نامكو اليابانية، صدرت اللعبة في الأسواق سنة 1986، وتعمل على عدة منصات، ومنها كومودور 64، نينتندو إنترتينمنت سيستم، بلاي ستيشن 4، وغيره.